# Schwimmeuropameisterschaften 1995
Die 22. Schwimmeuropameisterschaften fanden vom 22. August bis 27. August 1995 in Wien statt und wurden von der Ligue Européenne de Natation (LEN) veranstaltet.
Die Schwimmeuropameisterschaften 1995 beinhalteten Wettbewerbe im Schwimmen, Kunst- und Turmspringen, Synchronschwimmen, Freiwasserschwimmen sowie die beiden Wasserballturniere.

## Beckenschwimmen

### Ergebnisse Männer
| Wettbewerb                 | Gold                                                                        | Gold     | Silber                                                                          | Silber   | Bronze                                                                            | Bronze   |
| -------------------------- | --------------------------------------------------------------------------- | -------- | ------------------------------------------------------------------------------- | -------- | --------------------------------------------------------------------------------- | -------- |
| 50 m Freistil              | Alexander Popow Russland                                                    | 22.25    | Christophe Kalfayan Frankreich                                                  | 22.63    | Torsten Spanneberg Deutschland                                                    | 22.66    |
| 100 m Freistil             | Alexander Popow Russland                                                    | 49.10    | Torsten Spanneberg Deutschland                                                  | 49.67    | Björn Zikarsky Deutschland                                                        | 50.23    |
| 200 m Freistil             | Jani Sievinen Finnland                                                      | 1:48.98  | Anders Holmertz Schweden                                                        | 1:49.12  | Antti Kasvio Finnland                                                             | 1:49.24  |
| 400 m Freistil             | Steffen Zesner Deutschland                                                  | 3:50.35  | Paul Palmer Großbritannien                                                      | 3:50.43  | Anders Holmertz Schweden                                                          | 3:51.01  |
| 1500 m Freistil            | Jörg Hoffmann Deutschland                                                   | 15:11.25 | Graeme Smith Großbritannien                                                     | 15:11.90 | Steffen Zesner Deutschland                                                        | 15:20.46 |
| 100 m Rücken               | Wladimir Selkow Russland                                                    | 55.48    | Jirka Letzin Deutschland                                                        | 56.24    | Stefaan Maene Belgien                                                             | 56.32    |
| 200 m Rücken               | Wladimir Selkow Russland                                                    | 1:58.48  | Nicolae Butacu Rumänien                                                         | 1:59.96  | Adam Ruckwood Großbritannien                                                      | 2:00.16  |
| 100 m Brust                | Frédérik Deburghgraeve Belgien                                              | 1:01.12  | Károly Güttler Ungarn                                                           | 1:01.38  | Andrei Kornejew Russland                                                          | 1:01.79  |
| 200 m Brust                | Andrei Kornejew Russland                                                    | 2:12.62  | Károly Güttler Ungarn                                                           | 2:12.95  | Frédérik Deburghgraeve Belgien                                                    | 2:14.01  |
| 100 m Schmetterling        | Denis Pankratov Russland                                                    | 52.32    | Denys Sylantjew Ukraine                                                         | 53.37    | Rafał Szukała Polen                                                               | 53.45    |
| 200 m Schmetterling        | Denis Pankratov Russland                                                    | 1:56.34  | Konrad Gałka Polen                                                              | 1:59.50  | Chris-Carol Bremer Deutschland                                                    | 1:59.96  |
| 200 m Lagen                | Jani Sievinen Finnland                                                      | 1:58.61  | Attila Czene Ungarn                                                             | 2:00.88  | Christian Keller Deutschland                                                      | 2:02.24  |
| 400 m Lagen                | Jani Sievinen Finnland                                                      | 4:14.75  | Marcin Malinski Polen                                                           | 4:18.32  | Luca Sacchi Italien                                                               | 4:18.82  |
| 4 × 100 m Freistil Staffel | Russland Wladimir Predkin Roman Schtschogolew Roman Jegorow Alexander Popow | 3:18.84  | Deutschland Christian Tröger Christian Keller Torsten Spanneberg Björn Zikarsky | 3:19.76  | Schweden Lars Frölander Christer Wallin Fredrik Letzler Anders Holmertz           | 3:21.07  |
| 4 × 200 m Freistil Staffel | Deutschland Christian Keller Oliver Lampe Torsten Spanneberg Steffen Zesner | 7:18.22  | Schweden Christer Wallin Anders Holmertz Lars Frölander Chris Eliasson          | 7:19.95  | Italien Massimiliano Rosolino Pier Maria Siciliano Emanuele Merisi Emanuele Idini | 7:20.96  |
| 4 × 100 m Lagen Staffel    | Russland Wladimir Selkow Andrei Kornejew Denis Pankratov Alexander Popow    | 3:38.11  | Ungarn Tamás Deutsch Károly Güttler Péter Horváth Attila Czene                  | 3:40.88  | Deutschland Tino Weber Mark Warnecke Fabian Hieronimus Björn Zikarsky             | 3:41.55  |

### Ergebnisse Frauen
| Wettbewerb                 | Gold                                                                            | Gold    | Silber                                                                     | Silber  | Bronze                                                                 | Bronze  |
| -------------------------- | ------------------------------------------------------------------------------- | ------- | -------------------------------------------------------------------------- | ------- | ---------------------------------------------------------------------- | ------- |
| 50 m Freistil              | Linda Olofsson Schweden                                                         | 25.76   | Franziska van Almsick Deutschland                                          | 25.80   | Angela Postma Niederlande                                              | 25.86   |
| 100 m Freistil             | Franziska van Almsick Deutschland                                               | 55.34   | Mette Jacobsen Dänemark                                                    | 56.02   | Karen Pickering Großbritannien                                         | 56.05   |
| 200 m Freistil             | Kerstin Kielgass Deutschland                                                    | 2:00.56 | Malin Nilsson Schweden                                                     | 2:01.35 | Mette Jacobsen Dänemark Karen Pickering Großbritannien                 | 2:01.52 |
| 400 m Freistil             | Franziska van Almsick Deutschland                                               | 4:08.37 | Carla Geurts Niederlande                                                   | 4:10.73 | Irene Dalby Norwegen                                                   | 4:13.44 |
| 800 m Freistil             | Julia Jung Deutschland                                                          | 8:36.08 | Jana Henke Deutschland                                                     | 8:36.68 | Irene Dalby Norwegen                                                   | 8:38.82 |
| 100 m Rücken               | Mette Jacobsen Dänemark                                                         | 1:02.46 | Cathleen Rund Deutschland                                                  | 1:02.91 | Nina Zhivanevskaya Russland                                            | 1:03.06 |
| 200 m Rücken               | Krisztina Egerszegi Ungarn                                                      | 2:07.24 | Dagmar Hase Deutschland                                                    | 2:10.60 | Cathleen Rund Deutschland                                              | 2:10.96 |
| 100 m Brust                | Brigitte Becue Belgien                                                          | 1:09.30 | Switlana Bondarenko Ukraine                                                | 1:09.73 | Ágnes Kovács Ungarn                                                    | 1:10.77 |
| 200 m Brust                | Brigitte Becue Belgien                                                          | 2:27.66 | Switlana Bondarenko Ukraine                                                | 2:30.50 | Alicja Pęczak Polen                                                    | 2:30.59 |
| 100 m Schmetterling        | Mette Jacobsen Dänemark                                                         | 1:00.64 | Ilaria Tocchini Italien                                                    | 1:01.13 | Cecile Jeanson Frankreich                                              | 1:01.15 |
| 200 m Schmetterling        | Michelle Smith de Bruin Irland                                                  | 2:11.60 | Mette Jacobsen Dänemark                                                    | 2:12.29 | Sophia Skou Dänemark                                                   | 2:13.31 |
| 200 m Lagen                | Michelle Smith de Bruin Irland                                                  | 2:15.27 | Brigitte Becue Belgien                                                     | 2:16.25 | Alicja Pęczak Polen                                                    | 2:17.42 |
| 400 m Lagen                | Krisztina Egerszegi Ungarn                                                      | 4:40.33 | Michelle Smith de Bruin Irland                                             | 4:42.81 | Cathleen Rund Deutschland                                              | 4:46.22 |
| 4 × 100 m Freistil Staffel | Deutschland Franziska van Almsick Simone Osygus Kerstin Kielgass Daniela Hunger | 3:43.22 | Schweden Louise Jöhncke Louise Karlsson Linda Olofsson Ellenor Svensson    | 3:45.21 | Großbritannien Sue Rolph Claire Huddart Alex Bennett Karen Pickering   | 3:46.89 |
| 4 × 200 m Freistil Staffel | Deutschland Dagmar Hase Julia Jung Kerstin Kielgass Franziska van Almsick       | 8:06.11 | Niederlande Carla Geurts Minouche Smit Patricia Stokkers Kirsten Vlieghuis | 8:10.17 | Großbritannien Vickey Horner Claire Huddart Katja Goddard Alex Bennett | 8:14.31 |
| 4 × 100 m Lagen Staffel    | Deutschland Cathleen Rund Jana Dörries Julia Voitowitsch Franziska van Almsick  | 4:09.97 | Ungarn Krisztina Egerszegi Ágnes Kovács Edit Klocker Gyöngyver Lakos       | 4:12.00 | Spanien María Tato María Olay María Peláez Claudia Franco              | 4:12.52 |

## Freiwasserschwimmen

### Ergebnisse Männer
| Wettbewerb | Gold                            | Gold      | Silber                          | Silber    | Bronze                    | Bronze    |
| ---------- | ------------------------------- | --------- | ------------------------------- | --------- | ------------------------- | --------- |
| 5 km       | Alexei Akatjew Russland         | 55:00.3   | Christof Wandratsch Deutschland | 56:06.8   | Samuele Pampana Italien   | 56:10.3   |
| 25 km      | Christof Wandratsch Deutschland | 5:11:36.3 | Alexei Akatjew Russland         | 5:13:49.8 | Stéphane Lecat Frankreich | 5:14:46.4 |

### Ergebnisse Frauen
| Wettbewerb | Gold                     | Gold      | Silber                     | Silber    | Bronze                      | Bronze    |
| ---------- | ------------------------ | --------- | -------------------------- | --------- | --------------------------- | --------- |
| 5 km       | Rita Kovács Ungarn       | 1:00:38.3 | Peggy Büchse Deutschland   | 1:00:50.8 | Valeria Casprini Italien    | 1:01:07.6 |
| 25 km      | Peggy Büchse Deutschland | 5:32:36.4 | Edith van Dijk Niederlande | 5:36:05.5 | Yvetta Hlaváčová Tschechien | 5:38:08.3 |

## Kunst- und Turmspringen

### Ergebnisse Männer
| Wettbewerb | Gold                          | Silber                    | Bronze                     |
| ---------- | ----------------------------- | ------------------------- | -------------------------- |
| 1 m        | Edwin Jongejans Niederlande   | Joakim Andersson Schweden | Borris Lietzow Deutschland |
| 3 m        | Dmitri Sautin Russland        | Jan Hempel Deutschland    | Roman Wolodkow Ukraine     |
| 10 m       | Wladimir Timoschinin Russland | Jan Hempel Deutschland    | Dmitri Sautin Russland     |

### Ergebnisse Frauen
| Wettbewerb | Gold                   | Silber                      | Bronze                          |
| ---------- | ---------------------- | --------------------------- | ------------------------------- |
| 1 m        | Wera Iljina Russland   | Dörte Lindner Deutschland   | Swetlana Alexejewa Weißrussland |
| 3 m        | Wera Iljina Russland   | Julija Pachalina Russland   | Claudia Bockner Deutschland     |
| 10 m       | Ute Wetzig Deutschland | Conny Schmalfuß Deutschland | Swetlana Timoschinina Russland  |

## Synchronschwimmen
| Wettbewerb | Gold                                      | Silber                                        | Bronze                                    |
| ---------- | ----------------------------------------- | --------------------------------------------- | ----------------------------------------- |
| Einzel     | Olga Sedakowa Russland                    | Marianne Aeschbacher Frankreich               | Christina Thalassinidou Griechenland      |
| Duett      | Jelena Asarowa Marija Kisseljowa Russland | Marianne Aeschbacher Myriam Lignot Frankreich | Giovanna Burlando Manuela Carnini Italien |
| Gruppe     | Russland                                  | Frankreich                                    | Italien                                   |

## Wasserball

### Ergebnisse Männer
| Wettbewerb | Gold    | Silber | Bronze      |
| ---------- | ------- | ------ | ----------- |
| Mannschaft | Italien | Ungarn | Deutschland |

### Ergebnisse Frauen
| Wettbewerb | Gold    | Silber | Bronze      |
| ---------- | ------- | ------ | ----------- |
| Mannschaft | Italien | Ungarn | Niederlande |